# Dexosarcophaga varenna
Dexosarcophaga varenna är en tvåvingeart som först beskrevs av Carroll William Dodge 1968. Dexosarcophaga varenna ingår i släktet Dexosarcophaga och familjen köttflugor.
Artens utbredningsområde är Panama. Inga underarter finns listade i Catalogue of Life.